# Roger Ross Williams
Pour les articles homonymes, voir Williams et Roger Williams.
Roger Ross Williams, né le 16 septembre 1962 à Easton (Pennsylvanie), est un réalisateur, producteur et scénariste américain.

## Biographie
Roger Ross Williams est issu d'une famille de Caroline du Sud parlant gullah.

## Filmographie partielle

### Comme réalisateur

#### Au cinéma
- 2010 : Music by Prudence
- 2013 : God Loves Uganda (en)
- 2015 : Gospel of Intolerance
- 2015 : Blackface
- 2015 : Life, Animated

#### À la télévision
- 2003 : New York Underground
- 2003 : The Lives They Lived
- 2005 : Sheila Bridges: Designer Living (série télévisée)
- 2010 : Undercover Boss (série télévisée)
- 2014 : Independent Lens (série télévisée)
- 2019 : The Apollo (HBO)
- 2023 : Cassandro (Amazon Prime Video)

## Récompenses et distinctions
- Prix NAMIC Vision pour la télévision pour Moroccan Style
- National Headliner for Best Human Interest Feature pour son documentaire New York Underground
- Oscar du meilleur court métrage documentaire 2010 pour Music by Prudence
- Full Frame Documentary Film Festival (en) : Inspiration Award pour God Loves Uganda
- Ashland Independent Film Festival (en) : Meilleur long métrage documentaire : pour God Loves Uganda
- Dallas International Film Festival (en) : Meilleur long métrage documentaire : pour God Loves Uganda
- Philadelphia International Film Festival : Meilleur long métrage documentaire : pour God Loves Uganda